# Тлашкальтеки
Тлашкальтеки (тлашкаланцы) — народ из группы науа, населявший в доиспанскую эпоху царство Тлашкала на территории современного мексиканского штата с тем же именем. Исторически — злейшие враги ацтеков, поддержали конкистадоров во время испанского завоевания Ацтекской империи.
Благодаря своему привилегированному положению после Конкисты тлашкальтеки смешались с испанцами. Современными потомками являются метисы.

## История до конкисты
Изначально тлашкальтеки представляли собой конгломерат из трёх отдельных народов, говоривших на неродственных языках науатль, отоми и пиноме соответственно. Постепенно носители языка науатль заняли доминирующее положение.
Несмотря на ряд попыток, ацтекам не удалось подчинить тлашкальтеков. Последние также участвовали в Цветочной войне.

## Испанская колониальная история
Тлашкальтеки были союзниками Эрнана Кортеса в кампании против Теночтитлана, столицы Ацтекской империи. Они помогли испанцам овладеть долиной Анауак и составили основной контингент армии вторжения.
В знак признания их союзнических услуг тлашкальтеки получили от испанцев ряд привилегий по сравнению с другими коренными народами Мексики, включая право на ношение огнестрельного оружия, верховую езду на лошадях, ношение дворянских титулов и автономное управление своими поселениями.
Тлашкальтеки также основали ряд поселений на территории Северной Мексики, включая часть территории на юго-востоке современного штата Техас, где испанцам не удалось покорить местные племена. Испанцы поселили их рядом с местными непокорными кочевыми племенами (известными как чичимеки) в качестве примера местного народа, усвоившего оседлый образ жизни и признавшего власть Испании. В этих местах тлашкальтеки работали на шахтах и в усадьбах.